# Nomade

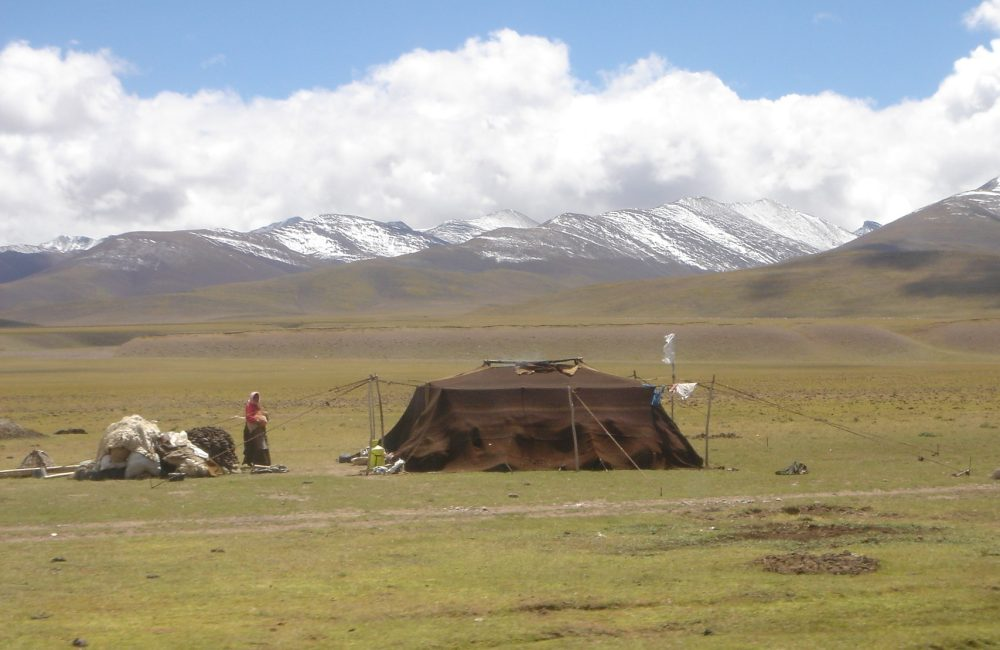
Nomaden in Tibet

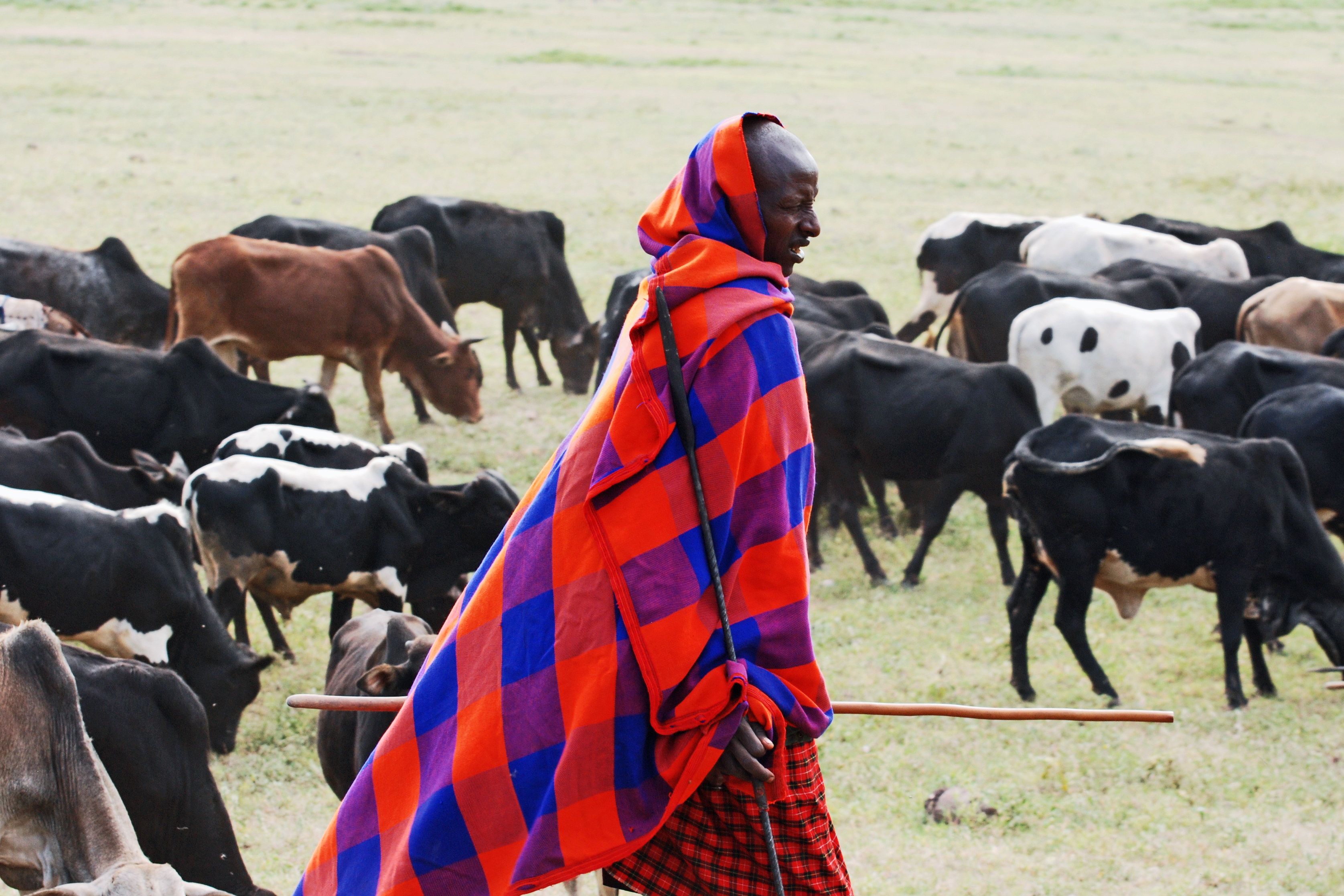
Masai

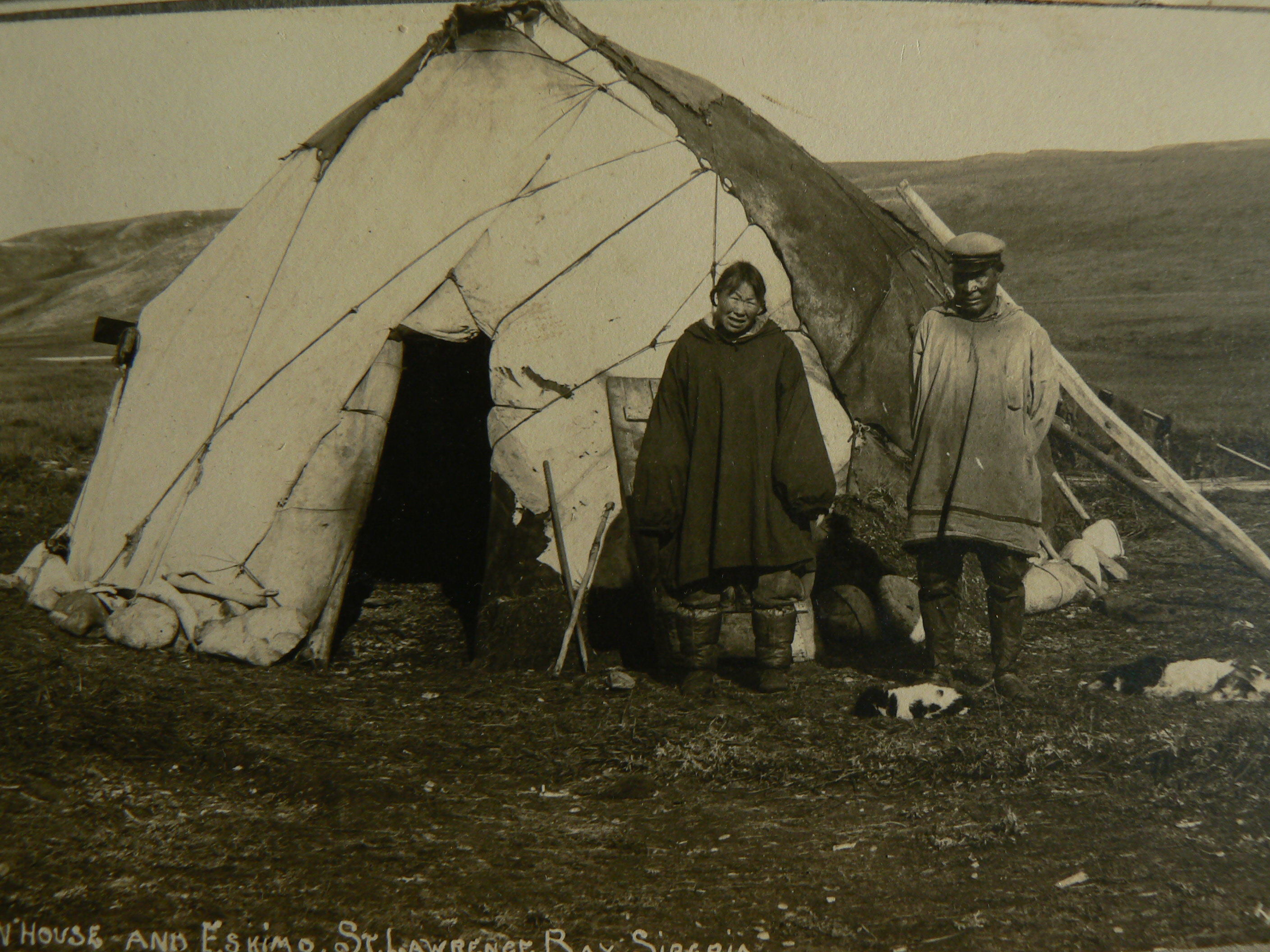
Huidentent en Eskimo's ca. 1920

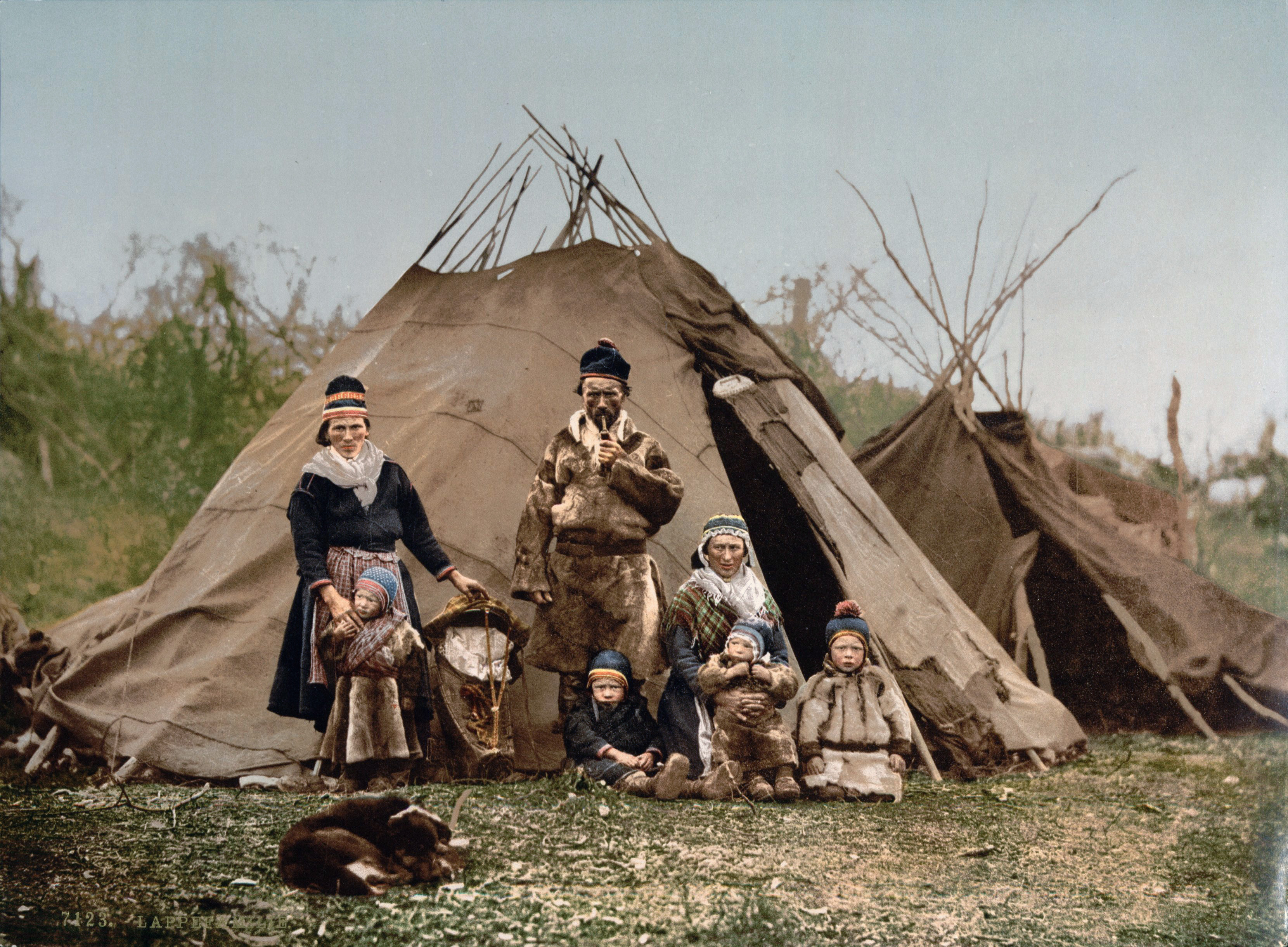
Samenfamilie, rond 1900

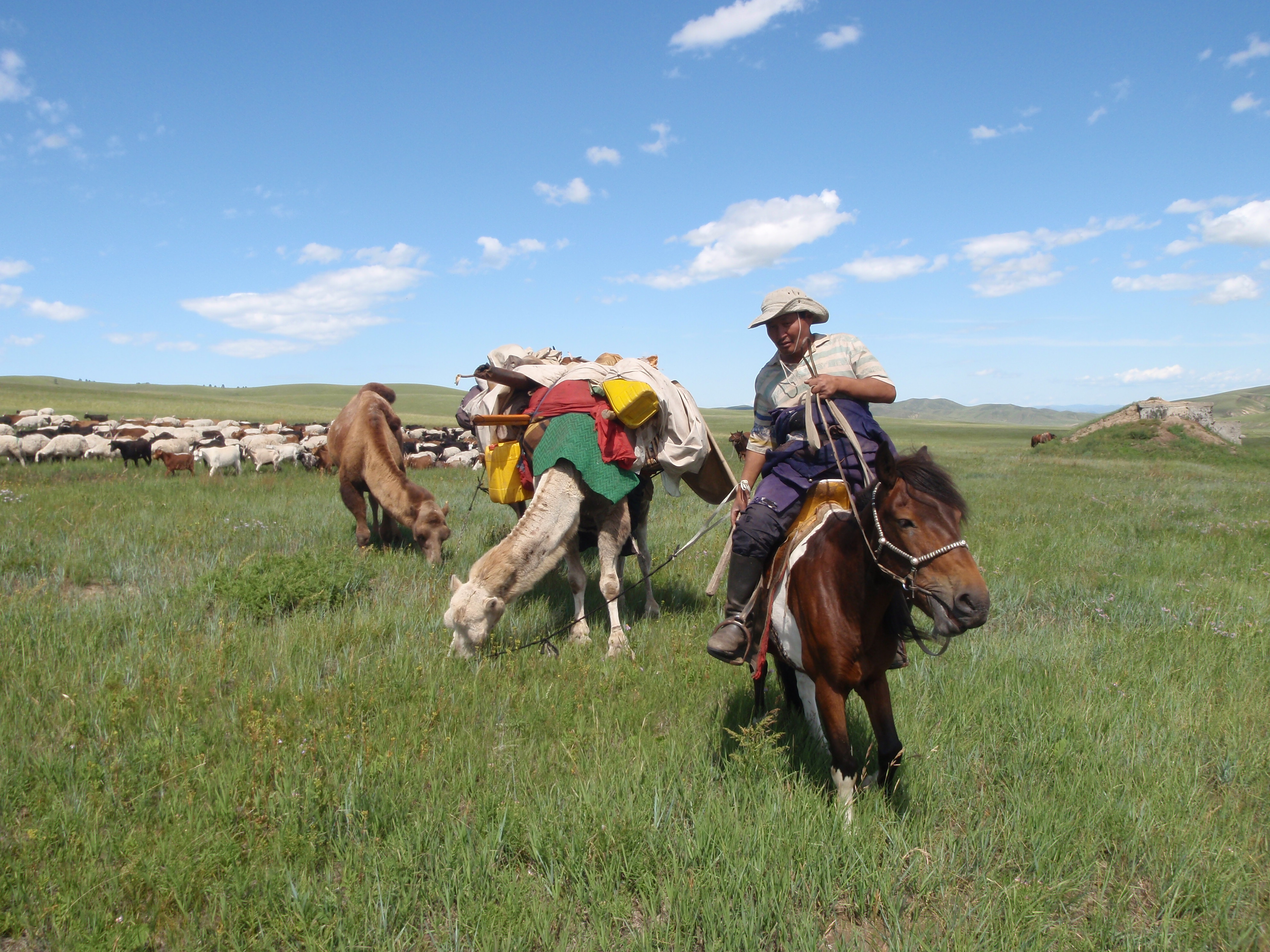
Mongoolse pastorale nomade

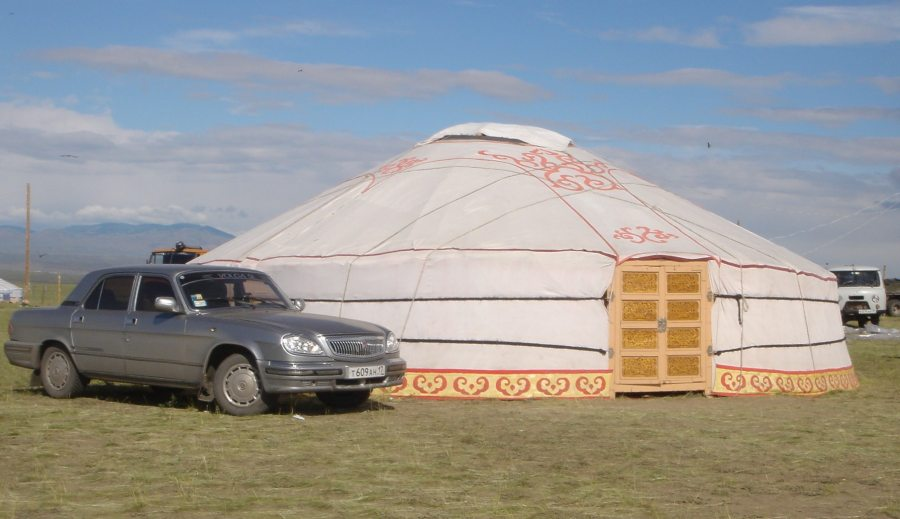
Joert in Toeva

Nomaden (van het Oudgrieks νομάδες nomades: herdersvolken, degenen die kudden weiden onder meer Herodotus) zijn mensen of bevolkingsgroepen die geen vaste woon- of verblijfplaats hebben en doorgaans mee met hun vee rondtrekken. Bij uitbreiding wordt de term nomadisch toegepast op verschillende soorten leefwijzen:
- jager-verzamelaars die tussen jachtgronden reizen
- pastorale nomaden in de eigenlijke betekenis van het woord, die met hun vee tussen weidegronden reizen. Dit zijn de nomaden in oorspronkelijke zin (νομή = (Grieks) weide, νομεύειν = weiden, laten grazen, hoeden)
- nomaden die tussen de verblijfplaatsen van hun klanten reizen, zoals sommige zigeuners, een latere ontwikkelingsvorm

Voorbeelden van hedendaagse nomaden zijn bedoeïenen, Roma, Sinti, Toeareg, woonwagenbewoners, Mongoolse veehouders, Moken (zeenomaden uit Myanmar) en (voor het grootste gedeelte) de Masai.

## Zwervende jager-verzamelaars
'Jager-verzamelaars' is de voorafgaande vorm van levenswijze van zowel de nomaden in eigenlijke zin, als degenen die zich gingen vestigen. Zij zwerven per definitie ook rond, maar voeren traditioneel nog geen kudden met zich mee, aangezien eerst nog domesticatie van dieren moest plaatsvinden (zie 'Neolithische revolutie'). Historisch gezien is dit de oudste vorm van menselijk bestaan, die bij uitbreiding, en enigszins anachronistisch, ook weleens als 'nomadisch' wordt bestempeld. Voorbeelden van dergelijke volkeren die vandaag nog leven zijn:
- diverse Pygmeeën, zoals de Mbuti van het Ituri-regenwoud in de Democratische Republiek Congo
- Bosjesmannen of Basarwa of San in Zuid-Afrika
- meeste Aborigines in Australië voor contact met westerlingen
- Negrito's in Zuidoost-Azië
- Sommige Adivasi volkeren in India
- vele indianenvolkeren, zoals Nukak-Makú in het Amazoneregenwoud, de Yahi in Californië, oorspronkelijke bewoners van Tierra del Fuego en Montana bij Barton Gulch

## Pastorale nomaden
De Hunnen, later deels Avaren waren een nomadisch volk. De Indo-Europeanen, die zich in het Neolithicum langzaam gaan verplaatsen en rond de 20e eeuw v.Chr. opsplitsen in diverse richtingen, waren nomaden en vestigden zich als seminomaden. Ook de bijbelse Hebreeën waren nomaden.
Bij seminomaden is er meer sprake van vaste verblijfplaatsen. Bijvoorbeeld bergbevolkingen die in de zomer in de koelere hoger gelegen gebieden wonen, waar het vee kan grazen, en in de winter in de warmere dalen. Deze vorm van extensieve veeteelt wordt ook wel pastoralisme ("pastor" betekent "herder") genoemd.
De trekboeren in Zuid-Afrika, de oorspronkelijke Turken en de Scythen waren pastorale nomaden, zoals de Samen (Lappen) nu.

## Hedendaagse nomaden
Sinti en woonwagenbewoners reizen tussen de verblijfplaatsen van hun klanten.
In het Verenigd Koninkrijk, Ierland en de VS trekken de Irish Gypsies of Irish Travellers die shelta spreken. In Schotland heten Scottish Travellers ook wel ceardannan (Schots-Gaelisch voor de ambachtslieden) of 'Black Tinkers'. De Jenischen worden wel witte zigeuners genoemd. Door Spanje reizen de mercheros die quinqui spreken. Een groot percentage van de Masai trekt nog rond als pastorale nomaden in delen van Kenia en Tanzania. Verscheidene Altaïsche en Oeraalse volkeren leiden nog steeds een nomadisch bestaan. Voorbeelden hiervan zijn Kazachen, Kirgiezen, Toeva, Jakoeten, Mongolen, Evenken, Samen en Nenets. Ook zijn er in Centraal-Azië nog steeds Indo-Europese (semi)nomadenvolken zoals de Roma en Kuchis.
Veel nomadische volkeren van Centraal- en Noord-Azië hebben geleden onder de terreur van Stalin. Hun nomadische levensstijl, hun taal en religie werden verboden en zij werden gedwongen op collectieve boerderijen te werken. Veel volkeren zijn zelfs gedeeltelijk of geheel gedeporteerd naar andere gebieden, om daar te mengen met andere minderheden. Het aantal nomaden nam snel af tijdens de Sovjettijd, met name onder het bewind van Stalin. Na de val van de Sovjet-Unie verslechterden de economieën van de nieuwe onafhankelijke republieken in Centraal-Azië, wat ertoe leidde dat, ten minste tijdelijk, mensen de nomadische levensstijl weer op moesten pakken. Hun levensstijl wordt zelfs nu nog tegengewerkt door onder andere grote projecten die hun leefgebied aantasten.

## Stadsnomaden en huurnomaden
Stadsnomaden zijn groepen mensen die vaak (semi-)illegaal wonen op braakliggende grond, veelal in caravans of zelfgebouwde huisjes. Vaak gaat het om (voormalig) daklozen of mensen die een zwervend bestaan leven. Ook sloppenwijken en Hoovervilles kunnen op deze manier ontstaan en uiteindelijk een semipermanent karakter krijgen, evenals de kampen van Roma, Sinthi, woonwagenbewoners en Travellers. 
De gemeente Nijmegen is in 2017 de samenwerking aangegaan met de Nijmeegse stadsnomaden. Zij worden sindsdien door de gemeente ingezet om de leefbaarheid van verschillende wijken in Nijmegen te bevorderen.
Huurnomade is een term voor een huurder die van huurwoning naar huurwoning trekt omdat hij telkens wordt uitgezet vanwege niet-betaling van huur, illegaal woninggebruik of veroorzaken van overlast.

## Internet
Een digitale nomade is iemand die het internet gebruikt om haar of zijn werk overal, dus niet aan een plaats gebonden, te kunnen uitvoeren.